# Bentley Motors
Pour les articles homonymes, voir Bentley et Rolls-Royce Limited.

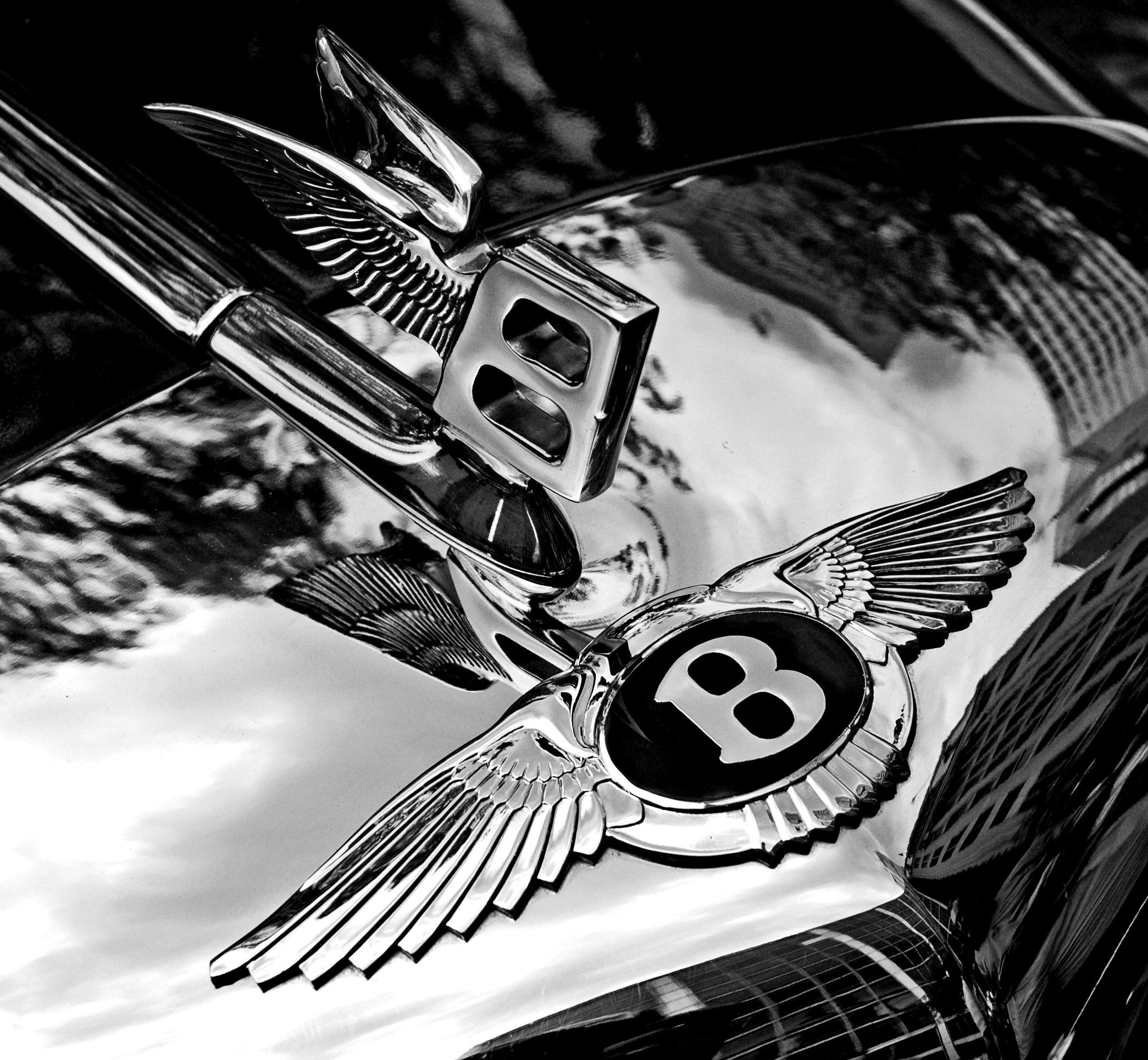
Insigne Bentley

Bentley est un constructeur automobile britannique spécialisé dans les voitures de luxe et de course, basé à Crewe dans le Cheshire, en Angleterre, fondé à Cricklewood par Walter Owen Bentley le 18 janvier 1919. Depuis 1998, la société fait partie du groupe allemand Volkswagen.

## Histoire

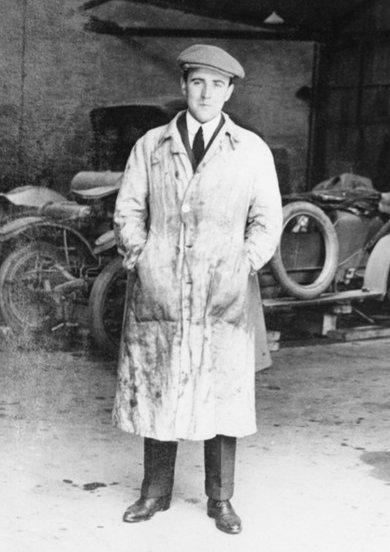
Walter Owen Bentley

Bentley Motors est fondée le 18 janvier 1919 par Walter Owen Bentley à Cricklewood, un quartier du nord-ouest de Londres situé entre le district de Brent et le district de Barnet.
Bentley obtiendra cinq victoires aux 24 Heures du Mans dans les années 1920 avec une voiture propulsée par un moteur de trois litres muni de pistons en aluminium, d'un arbre à cames en tête et de quatre soupapes par cylindre.
La grande dépression lui fait connaitre des difficultés financières et la marque est absorbée par Rolls-Royce en 1931. Le modèle le plus notable est la Continental, qui existe dans diverses formes de 1952 à 1965 et depuis 1984.

### Les Bentley Boys

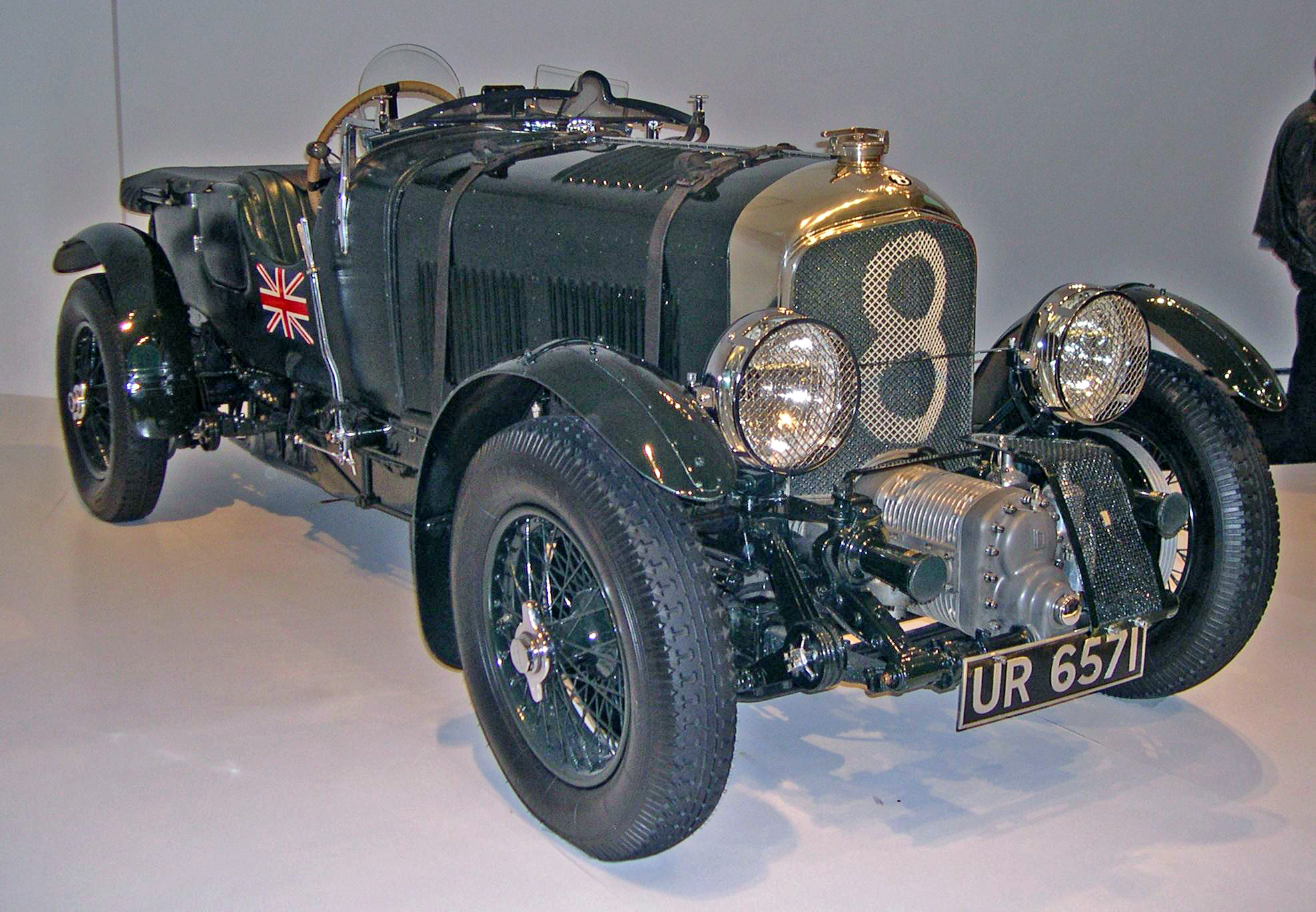
1929 Blower Bentley

Les Bentley Boys étaient un groupe de motoristes enthousiastes Britanniques comprenant Woolf Barnato, Sir Henry Birkin, dit Tim, Bernard Rubin, the Baron D'Erlanger, steeple chaser George Duller, l'aviateur Glen Kidston, le journaliste automobile S.C.H. Davis, dit Sammy, et Dr Dudley Benjafield. Les Bentley Boys favorisaient les voitures Bentley. Beaucoup étaient fortunés et ils avaient souvent un passé militaire. Ils maintinrent vivante la réputation de haute performance de la marque ; Bentley se fit remarquer pour ses quatre victoires consécutives aux 24 Heures du Mans de 1927 à 1930.
En 1929, Tim Birkin développa la légère 4½ litre Blower Bentley à Welwyn Garden City et produisit cinq racing specials, débutant par la Bentley Blower No.1 qui était optimisée pour le Circuit de Brooklands. Birkin mit le modèle sur le marché avant qu'il ne fut complètement développé. Avec comme résultat qu'il n'était pas fiable.
En mars 1930, pendant les courses du Train bleu, Woolf Barnato releva les enjeux sur Rover et sa Rover Light Six, ayant couru et battu Le Train Bleu pour la première fois, pour améliorer ce record sur sa 6½-litre Bentley Speed Six, pariant cent livres sterling. Il conduisit de Cannes à Calais, ensuite par ferry vers Douvres, et finalement Londres, sur des routes publiques, et gagna.
Barnato conduisit sa berline carrossée par H. J. Mulliner & Co. dans la course contre le Train Bleu. Deux mois plus tard, le 21 mai 1930, il prit livraison d'une Speed Six à l'arrière simplifié « Sportsman Coupé » par Gurney Nutting. Les deux voitures étaient connues comme les Blue Train Bentleys ; la dernière étant régulièrement prise pour celle ayant battu le train, alors qu'elle n'était nommée qu'en mémoire de la course,.  Un tableau de Terence Cuneo dépeint la Gurney Nutting coupé en course parallèle avec le Train Bleu, scenario qui n'arriva jamais dans la réalité, les deux chemins étant différents.

### Histoire récente
À partir de 1965, les Bentley et les Rolls-Royce sont des voitures jumelles, ne se différenciant plus que par des détails minimes. Bentley se retrouve en grande position de faiblesse au sein du groupe : dans les années 1970, la marque tombe à moins de 10 % du total des ventes. Au début des années 1980, elle adopte une nouvelle stratégie visant à se différencier davantage de Rolls-Royce. Faisant appel à son passé en compétition, Bentley dote ses modèles de prétentions plus sportives par rapport à leurs « cousins ». Les Bentley disposent par exemple de liaisons au sol plus efficaces et iront jusqu’à se doter de turbocompresseurs. Les ventes se redressent et retrouvent progressivement la parité avec Rolls-Royce.
En 1998, les deux marques de luxe sont rachetées à Vickers, leur propriétaire depuis 1980, par Volkswagen AG pour 430 millions de livres sterling, après une enchère de dernière minute contre BMW. La surprise est très amère pour les dirigeants de la marque bavaroise, coiffée au poteau par son grand rival. Cependant, BMW dispose des moyens d’empêcher Volkswagen de profiter de son acquisition. Premièrement, il fournit depuis peu des composants pour la nouvelle gamme du groupe britannique, notamment des moteurs V8 pour la Bentley Arnage et le V12 de la Rolls-Royce Silver Seraph ; VAG n’aurait pas le temps de développer les éléments nécessaires si BMW menaçait d’interrompre ses livraisons. Deuxièmement, la marque « Rolls-Royce » et son logo ne sont pas compris dans les éléments acquis par VW ; leurs droits appartiennent à Rolls-Royce plc, la division aéronautique, qui les a cédés en licence à BMW pour 40 millions de livres sterling. Volkswagen, bien que propriétaire de tous les actifs, ne peut donc pas produire les Rolls-Royce, bloquant la situation.
BMW et Volkswagen parviennent finalement à un accord, par lequel Volkswagen continue d’assembler les Bentley et les Rolls-Royce jusqu’à la fin 2002, date à laquelle Rolls-Royce est intégralement remis à BMW. Pendant cette période, Volkswagen développera et installera dans les Bentley ses propres moteurs, notamment le W12.
Depuis 2004, la Bentley Continental GT a permis de redresser très fortement les ventes, passées de 995 en 2003 à 6 576 en 2004, puis à plus de 10 000 en 2006 (dont 45 % aux États-Unis). Le constructeur a présenté à l'automne 2006 deux nouveaux cabriolets, la Bentley Azure et la Continental GTC, réalisés respectivement sur la base de l'Arnage et de la Continental GT. Les modèles Azure et Arnage gardent tous les deux le moteur V8 de 6,75 L. Tous deux sont fabriqués sur le site historique de Crewe. La Bentley Mulsanne, présentée en août 2009 au concours d’élégance de Peeble Beach à Monterey (Californie), succède à l'Arnage.

## Chiffres de vente
En 2021, malgré la pénurie de semi-conducteurs et la pandémie de Covid-19, Bentley Motors explose son record historique avec 14 659 véhicules vendus dans le monde.
| Année | Ventes | Ventes | Ventes | Ventes | Ventes | Ventes | Ventes | Ventes | Ventes | Ventes | Ventes | Ventes | Ventes | Ventes | Ventes | Ventes | Ventes | Ventes | Ventes | Ventes | Ventes | Ventes | Ventes | Ventes | Ventes | Ventes | Ventes | Ventes | Ventes | Ventes | Ventes | Ventes | Ventes | Ventes | Ventes | Ventes | Ventes | Ventes | Ventes | Ventes | Ventes | Ventes | Ventes | Ventes | Ventes | Ventes | Ventes | Ventes | Ventes | Ventes | Ventes | Ventes | Ventes | Ventes | Ventes | Ventes | Ventes | Ventes | Ventes | Ventes | Ventes | Ventes | Ventes | Ventes | Ventes | Ventes | Ventes | Ventes | Ventes | Ventes | Ventes | Ventes | Ventes | Ventes | Ventes | Ventes | Ventes | Ventes | Ventes | Ventes | Ventes | Ventes | Ventes | Ventes | Ventes | Ventes | Ventes | Ventes | Ventes | Ventes | Ventes | Ventes | Ventes | Ventes | Ventes | Ventes | Ventes | Ventes | Ventes | Ventes |  |
| ----- | ------ | ------ | ------ | ------ | ------ | ------ | ------ | ------ | ------ | ------ | ------ | ------ | ------ | ------ | ------ | ------ | ------ | ------ | ------ | ------ | ------ | ------ | ------ | ------ | ------ | ------ | ------ | ------ | ------ | ------ | ------ | ------ | ------ | ------ | ------ | ------ | ------ | ------ | ------ | ------ | ------ | ------ | ------ | ------ | ------ | ------ | ------ | ------ | ------ | ------ | ------ | ------ | ------ | ------ | ------ | ------ | ------ | ------ | ------ | ------ | ------ | ------ | ------ | ------ | ------ | ------ | ------ | ------ | ------ | ------ | ------ | ------ | ------ | ------ | ------ | ------ | ------ | ------ | ------ | ------ | ------ | ------ | ------ | ------ | ------ | ------ | ------ | ------ | ------ | ------ | ------ | ------ | ------ | ------ | ------ | ------ | ------ | ------ | ------ | ------ |  |
| Année | 6 000  |        |        |        |        |        |        |        |        |        | 7 000  |        |        |        |        |        |        |        |        |        | 8 000  |        |        |        |        |        |        |        |        |        | 9 000  |        |        |        |        |        |        |        |        |        | 10 000 |        |        |        |        |        |        |        |        |        | 11 000 |        |        |        |        |        |        |        |        |        | 12 000 |        |        |        |        |        |        |        |        |        | 13 000 |        |        |        |        |        |        |        |        |        | 14 000 |        |        |        |        |        |        |        |        |        | 15 000 |        |        |        |        |        |        |        |        |        |  |
| 2011  | 7 003  | 7 003  | 7 003  | 7 003  | 7 003  | 7 003  | 7 003  | 7 003  | 7 003  | 7 003  | 7 003  |        |        |        |        |        |        |        |        |        |        |        |        |        |        |        |        |        |        |        |        |        |        |        |        |        |        |        |        |        |        |        |        |        |        |        |        |        |        |        |        |        |        |        |        |        |        |        |        |        |        |        |        |        |        |        |        |        |        |        |        |        |        |        |        |        |        |        |        |        |        |        |        |        |        |        |        |        |        |        |        |        |        |        |        |        |        |        |        |        |  |
| 2012  | 8 510  | 8 510  | 8 510  | 8 510  | 8 510  | 8 510  | 8 510  | 8 510  | 8 510  | 8 510  | 8 510  | 8 510  | 8 510  | 8 510  | 8 510  | 8 510  | 8 510  | 8 510  | 8 510  | 8 510  | 8 510  | 8 510  | 8 510  | 8 510  | 8 510  | 8 510  |        |        |        |        |        |        |        |        |        |        |        |        |        |        |        |        |        |        |        |        |        |        |        |        |        |        |        |        |        |        |        |        |        |        |        |        |        |        |        |        |        |        |        |        |        |        |        |        |        |        |        |        |        |        |        |        |        |        |        |        |        |        |        |        |        |        |        |        |        |        |        |        |        |        |  |
| 2013  | 10 120 | 10 120 | 10 120 | 10 120 | 10 120 | 10 120 | 10 120 | 10 120 | 10 120 | 10 120 | 10 120 | 10 120 | 10 120 | 10 120 | 10 120 | 10 120 | 10 120 | 10 120 | 10 120 | 10 120 | 10 120 | 10 120 | 10 120 | 10 120 | 10 120 | 10 120 | 10 120 | 10 120 | 10 120 | 10 120 | 10 120 | 10 120 | 10 120 | 10 120 | 10 120 | 10 120 | 10 120 | 10 120 | 10 120 | 10 120 | 10 120 | 10 120 |        |        |        |        |        |        |        |        |        |        |        |        |        |        |        |        |        |        |        |        |        |        |        |        |        |        |        |        |        |        |        |        |        |        |        |        |        |        |        |        |        |        |        |        |        |        |        |        |        |        |        |        |        |        |        |        |        |        |  |
| 2014  | 11 020 | 11 020 | 11 020 | 11 020 | 11 020 | 11 020 | 11 020 | 11 020 | 11 020 | 11 020 | 11 020 | 11 020 | 11 020 | 11 020 | 11 020 | 11 020 | 11 020 | 11 020 | 11 020 | 11 020 | 11 020 | 11 020 | 11 020 | 11 020 | 11 020 | 11 020 | 11 020 | 11 020 | 11 020 | 11 020 | 11 020 | 11 020 | 11 020 | 11 020 | 11 020 | 11 020 | 11 020 | 11 020 | 11 020 | 11 020 | 11 020 | 11 020 | 11 020 | 11 020 | 11 020 | 11 020 | 11 020 | 11 020 | 11 020 | 11 020 | 11 020 |        |        |        |        |        |        |        |        |        |        |        |        |        |        |        |        |        |        |        |        |        |        |        |        |        |        |        |        |        |        |        |        |        |        |        |        |        |        |        |        |        |        |        |        |        |        |        |        |        |  |
| 2015  | 10 100 | 10 100 | 10 100 | 10 100 | 10 100 | 10 100 | 10 100 | 10 100 | 10 100 | 10 100 | 10 100 | 10 100 | 10 100 | 10 100 | 10 100 | 10 100 | 10 100 | 10 100 | 10 100 | 10 100 | 10 100 | 10 100 | 10 100 | 10 100 | 10 100 | 10 100 | 10 100 | 10 100 | 10 100 | 10 100 | 10 100 | 10 100 | 10 100 | 10 100 | 10 100 | 10 100 | 10 100 | 10 100 | 10 100 | 10 100 | 10 100 |        |        |        |        |        |        |        |        |        |        |        |        |        |        |        |        |        |        |        |        |        |        |        |        |        |        |        |        |        |        |        |        |        |        |        |        |        |        |        |        |        |        |        |        |        |        |        |        |        |        |        |        |        |        |        |        |        |        |        |  |
| 2016  | 11 023 | 11 023 | 11 023 | 11 023 | 11 023 | 11 023 | 11 023 | 11 023 | 11 023 | 11 023 | 11 023 | 11 023 | 11 023 | 11 023 | 11 023 | 11 023 | 11 023 | 11 023 | 11 023 | 11 023 | 11 023 | 11 023 | 11 023 | 11 023 | 11 023 | 11 023 | 11 023 | 11 023 | 11 023 | 11 023 | 11 023 | 11 023 | 11 023 | 11 023 | 11 023 | 11 023 | 11 023 | 11 023 | 11 023 | 11 023 | 11 023 | 11 023 | 11 023 | 11 023 | 11 023 | 11 023 | 11 023 | 11 023 | 11 023 | 11 023 | 11 023 |        |        |        |        |        |        |        |        |        |        |        |        |        |        |        |        |        |        |        |        |        |        |        |        |        |        |        |        |        |        |        |        |        |        |        |        |        |        |        |        |        |        |        |        |        |        |        |        |        |  |
| 2017  | 11 089 | 11 089 | 11 089 | 11 089 | 11 089 | 11 089 | 11 089 | 11 089 | 11 089 | 11 089 | 11 089 | 11 089 | 11 089 | 11 089 | 11 089 | 11 089 | 11 089 | 11 089 | 11 089 | 11 089 | 11 089 | 11 089 | 11 089 | 11 089 | 11 089 | 11 089 | 11 089 | 11 089 | 11 089 | 11 089 | 11 089 | 11 089 | 11 089 | 11 089 | 11 089 | 11 089 | 11 089 | 11 089 | 11 089 | 11 089 | 11 089 | 11 089 | 11 089 | 11 089 | 11 089 | 11 089 | 11 089 | 11 089 | 11 089 | 11 089 | 11 089 |        |        |        |        |        |        |        |        |        |        |        |        |        |        |        |        |        |        |        |        |        |        |        |        |        |        |        |        |        |        |        |        |        |        |        |        |        |        |        |        |        |        |        |        |        |        |        |        |        |  |
| 2018  | 10 494 | 10 494 | 10 494 | 10 494 | 10 494 | 10 494 | 10 494 | 10 494 | 10 494 | 10 494 | 10 494 | 10 494 | 10 494 | 10 494 | 10 494 | 10 494 | 10 494 | 10 494 | 10 494 | 10 494 | 10 494 | 10 494 | 10 494 | 10 494 | 10 494 | 10 494 | 10 494 | 10 494 | 10 494 | 10 494 | 10 494 | 10 494 | 10 494 | 10 494 | 10 494 | 10 494 | 10 494 | 10 494 | 10 494 | 10 494 | 10 494 | 10 494 | 10 494 | 10 494 | 10 494 |        |        |        |        |        |        |        |        |        |        |        |        |        |        |        |        |        |        |        |        |        |        |        |        |        |        |        |        |        |        |        |        |        |        |        |        |        |        |        |        |        |        |        |        |        |        |        |        |        |        |        |        |        |        |        |  |
| 2019  | 11 006 | 11 006 | 11 006 | 11 006 | 11 006 | 11 006 | 11 006 | 11 006 | 11 006 | 11 006 | 11 006 | 11 006 | 11 006 | 11 006 | 11 006 | 11 006 | 11 006 | 11 006 | 11 006 | 11 006 | 11 006 | 11 006 | 11 006 | 11 006 | 11 006 | 11 006 | 11 006 | 11 006 | 11 006 | 11 006 | 11 006 | 11 006 | 11 006 | 11 006 | 11 006 | 11 006 | 11 006 | 11 006 | 11 006 | 11 006 | 11 006 | 11 006 | 11 006 | 11 006 | 11 006 | 11 006 | 11 006 | 11 006 | 11 006 | 11 006 | 11 006 |        |        |        |        |        |        |        |        |        |        |        |        |        |        |        |        |        |        |        |        |        |        |        |        |        |        |        |        |        |        |        |        |        |        |        |        |        |        |        |        |        |        |        |        |        |        |        |        |        |  |
| 2020  | 11 206 | 11 206 | 11 206 | 11 206 | 11 206 | 11 206 | 11 206 | 11 206 | 11 206 | 11 206 | 11 206 | 11 206 | 11 206 | 11 206 | 11 206 | 11 206 | 11 206 | 11 206 | 11 206 | 11 206 | 11 206 | 11 206 | 11 206 | 11 206 | 11 206 | 11 206 | 11 206 | 11 206 | 11 206 | 11 206 | 11 206 | 11 206 | 11 206 | 11 206 | 11 206 | 11 206 | 11 206 | 11 206 | 11 206 | 11 206 | 11 206 | 11 206 | 11 206 | 11 206 | 11 206 | 11 206 | 11 206 | 11 206 | 11 206 | 11 206 | 11 206 |        |        |        |        |        |        |        |        |        |        |        |        |        |        |        |        |        |        |        |        |        |        |        |        |        |        |        |        |        |        |        |        |        |        |        |        |        |        |        |        |        |        |        |        |        |        |        |        |        |  |
| 2021  | 14 659 | 14 659 | 14 659 | 14 659 | 14 659 | 14 659 | 14 659 | 14 659 | 14 659 | 14 659 | 14 659 | 14 659 | 14 659 | 14 659 | 14 659 | 14 659 | 14 659 | 14 659 | 14 659 | 14 659 | 14 659 | 14 659 | 14 659 | 14 659 | 14 659 | 14 659 | 14 659 | 14 659 | 14 659 | 14 659 | 14 659 | 14 659 | 14 659 | 14 659 | 14 659 | 14 659 | 14 659 | 14 659 | 14 659 | 14 659 | 14 659 | 14 659 | 14 659 | 14 659 | 14 659 | 14 659 | 14 659 | 14 659 | 14 659 | 14 659 | 14 659 | 14 659 | 14 659 | 14 659 | 14 659 | 14 659 | 14 659 | 14 659 | 14 659 | 14 659 | 14 659 | 14 659 | 14 659 | 14 659 | 14 659 | 14 659 | 14 659 | 14 659 | 14 659 | 14 659 | 14 659 | 14 659 | 14 659 | 14 659 | 14 659 | 14 659 | 14 659 | 14 659 | 14 659 | 14 659 | 14 659 | 14 659 | 14 659 | 14 659 | 14 659 | 14 659 | 14 659 |        |        |        |        |        |        |        |        |        |        |        |        |        |  |
| 2022  | 15 174 | 15 174 | 15 174 | 15 174 | 15 174 | 15 174 | 15 174 | 15 174 | 15 174 | 15 174 | 15 174 | 15 174 | 15 174 | 15 174 | 15 174 | 15 174 | 15 174 | 15 174 | 15 174 | 15 174 | 15 174 | 15 174 | 15 174 | 15 174 | 15 174 | 15 174 | 15 174 | 15 174 | 15 174 | 15 174 | 15 174 | 15 174 | 15 174 | 15 174 | 15 174 | 15 174 | 15 174 | 15 174 | 15 174 | 15 174 | 15 174 | 15 174 | 15 174 | 15 174 | 15 174 | 15 174 | 15 174 | 15 174 | 15 174 | 15 174 | 15 174 | 15 174 | 15 174 | 15 174 | 15 174 | 15 174 | 15 174 | 15 174 | 15 174 | 15 174 | 15 174 | 15 174 | 15 174 | 15 174 | 15 174 | 15 174 | 15 174 | 15 174 | 15 174 | 15 174 | 15 174 | 15 174 | 15 174 | 15 174 | 15 174 | 15 174 | 15 174 | 15 174 | 15 174 | 15 174 | 15 174 | 15 174 | 15 174 | 15 174 | 15 174 | 15 174 | 15 174 | 15 174 | 15 174 | 15 174 | 15 174 | 15 174 |        |        |        |        |        |        |        |        |  |

## Bentley en compétition

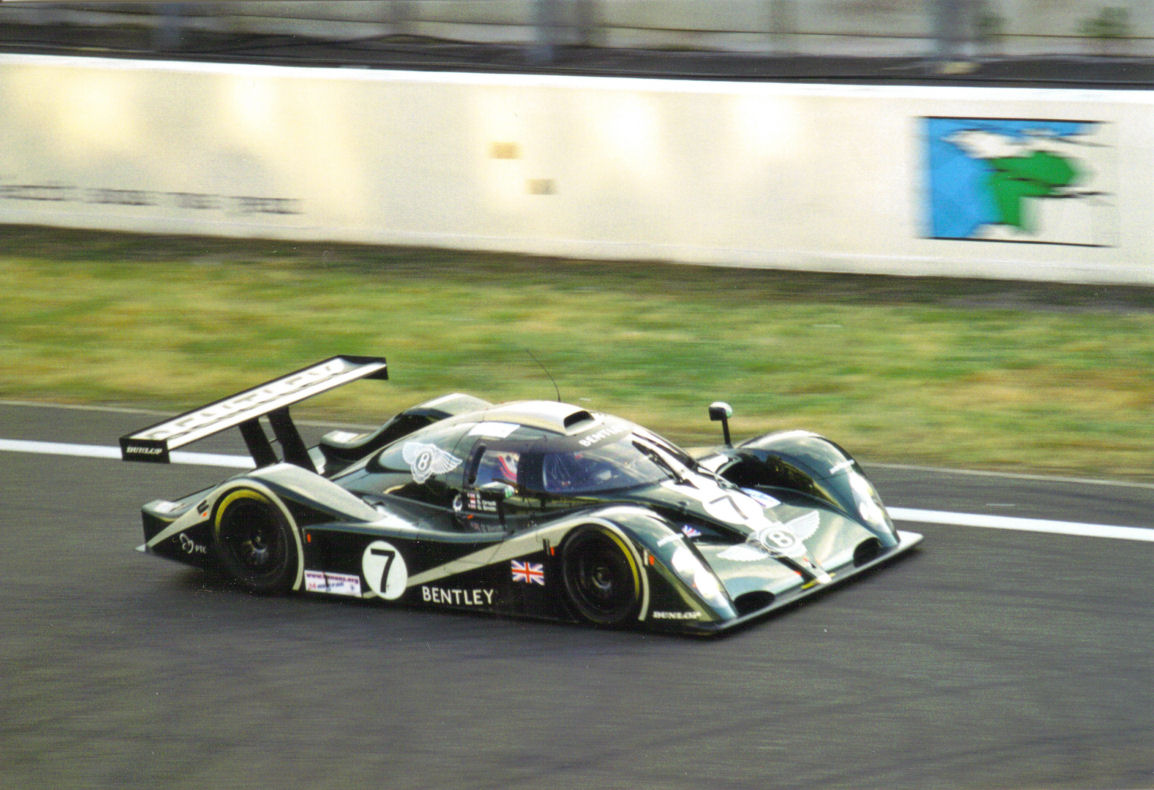
Une EXP Speed 8 au Mans en 2001

Le constructeur a remporté six victoires aux 24 Heures du Mans, cinq dans les années 1920 et une en 2003.
Bentley remporte l'épreuve en 1924 puis consécutivement en 1927, 1928, 1929 (quatre premières places) et 1930 (deux premières places).
En 2001, Bentley retourne aux courses d’endurance au Mans avec le modèle EXP Speed 8 qui utilise un V8 muni d’un turbo d'Audi. Elle obtiendra la troisième place en 2001 et la quatrième place en 2002, les deux courses étant gagnées par Audi. En 2003 Bentley finira sur les deux premières marches du podium, ajoutant une sixième victoire à son palmarès.

### Résultats aux 24 heures du Mans
| Année | Écurie       | Châssis             | Numéro | Catégorie   | Pilotes                                         | Résultats |
| ----- | ------------ | ------------------- | ------ | ----------- | ----------------------------------------------- | --------- |
| 1930  | Team Bentley | Speed Six           | 2      | 5001 à 8000 | Richard Watney Frank Clement                    | 2e        |
| 1930  | Team Bentley | Speed Six           | 3      | 5001 à 8000 | Sydney Charles Davis Clive Dunfee               | Abandon   |
| 1930  | Team Bentley | Speed Six           | 4      | 5001 à 8000 | Glen Kidston Woolf Barnato                      | 1er       |
| 2001  | Team Bentley | EXP Speed 8         | 7      | LM GTP      | Martin Brundle Guy Smith Stéphane Ortelli       | Abandon   |
| 2001  | Team Bentley | EXP Speed 8         | 8      | LM GTP      | Eric Van de Poele Butch Leitzinger Andy Wallace | 3e        |
| 2002  | Team Bentley | EXP Speed 8         | 8      | LM GTP      | Andy Wallace Eric Van de Poele Butch Leitzinger | 4e        |
| 2003  | Team Bentley | EXP Speed 8 Evo2003 | 7      | LM GTP      | Tom Kristensen Rinaldo Capello Guy Smith        | 1er       |
| 2003  | Team Bentley | EXP Speed 8 Evo2003 | 8      | LM GTP      | David Brabham Johnny Herbert Mark Blundell      | 2e        |

## Liste des voitures de la marque Bentley

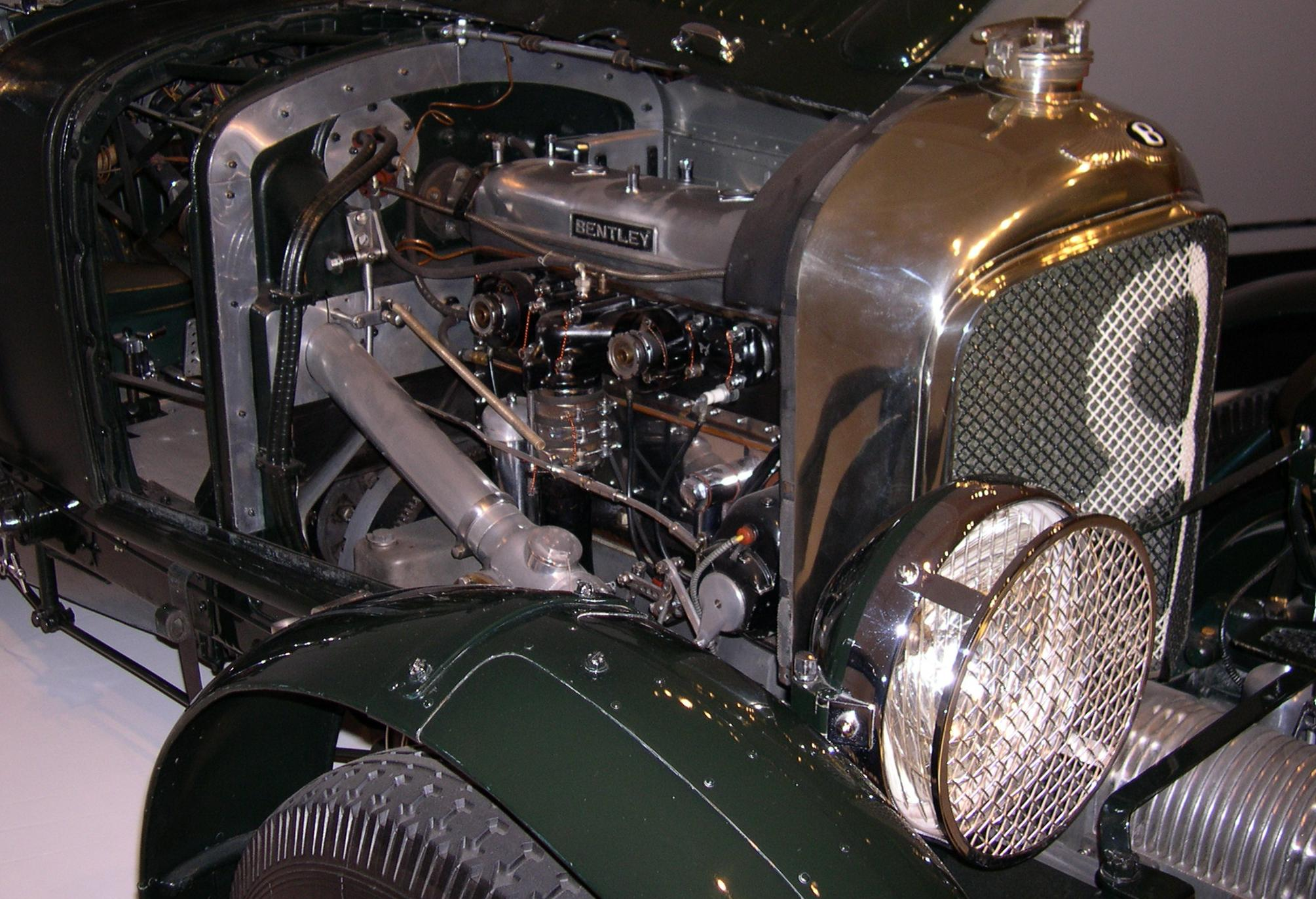
Bentley 1929

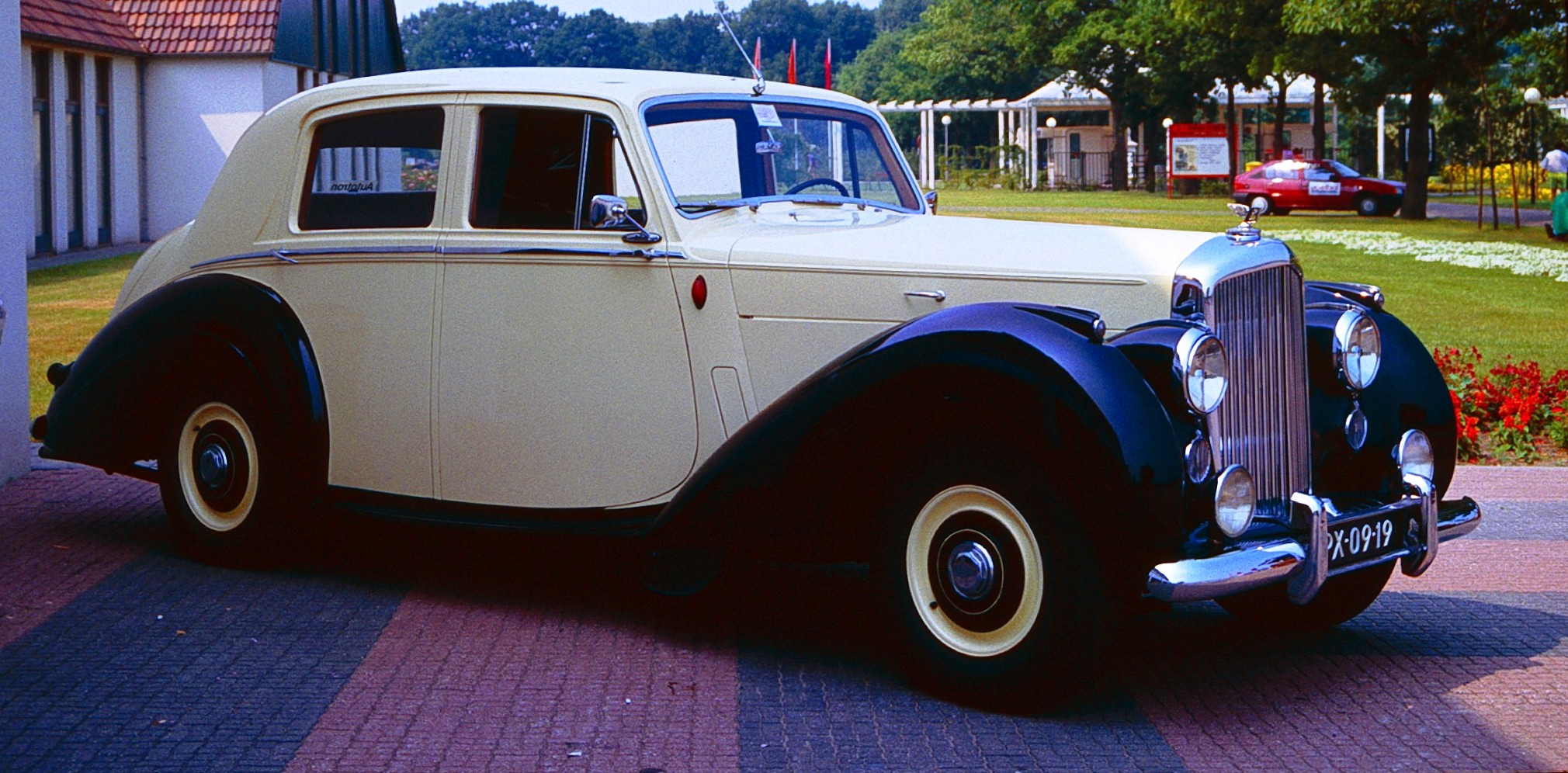
Bentley R-type (1952-1955)

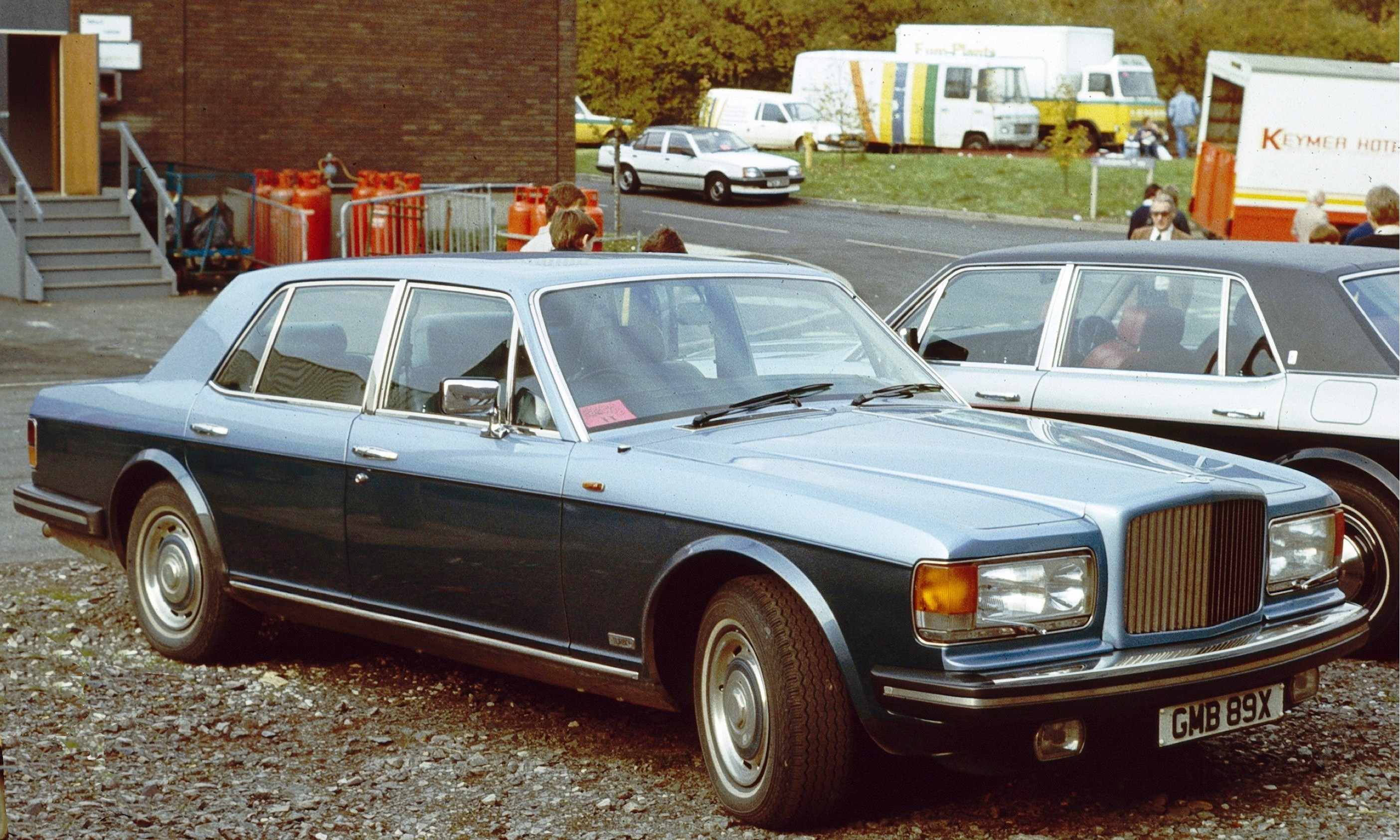
Bentley Mulsanne 1980

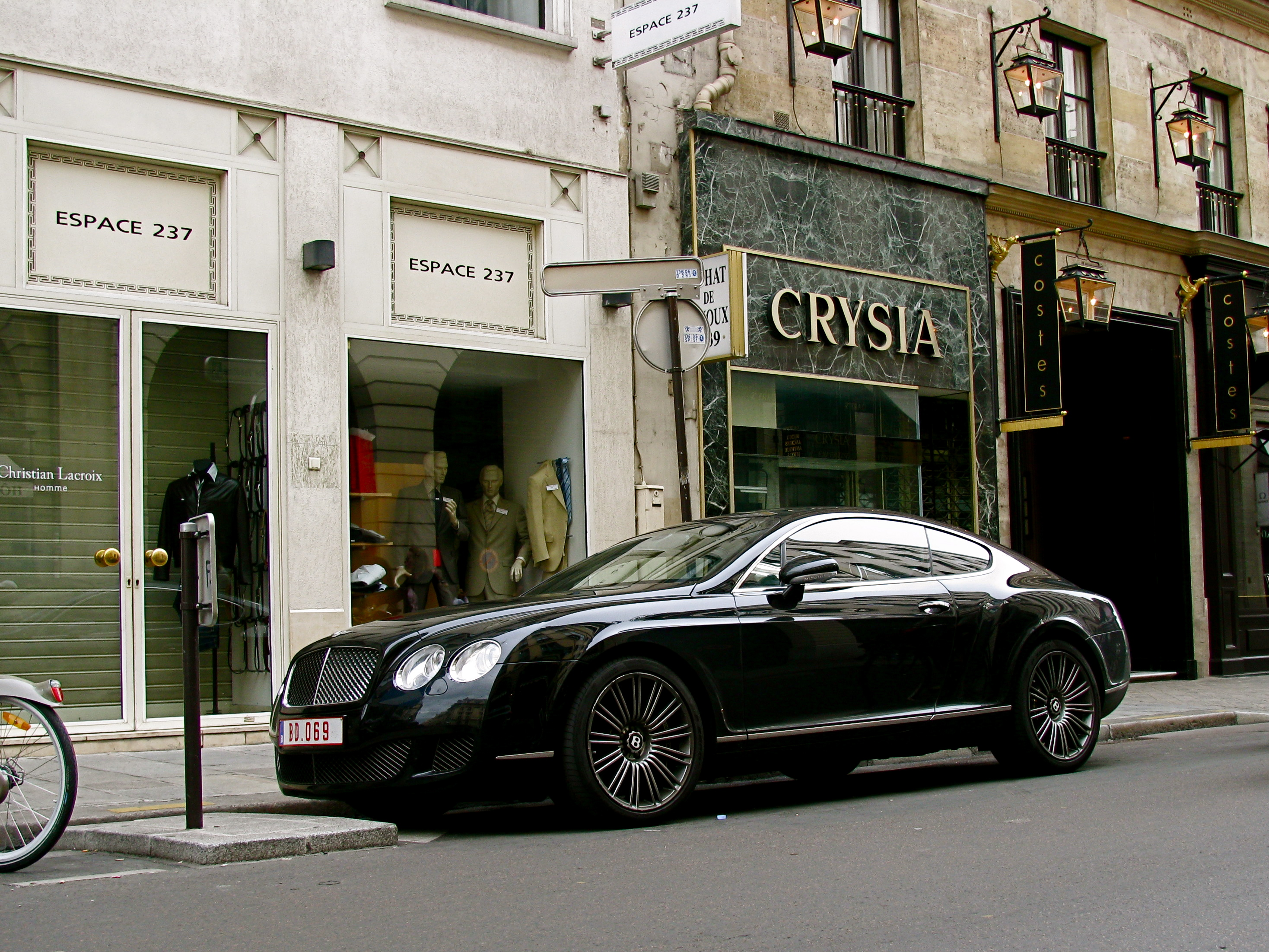
Bentley Continental GT

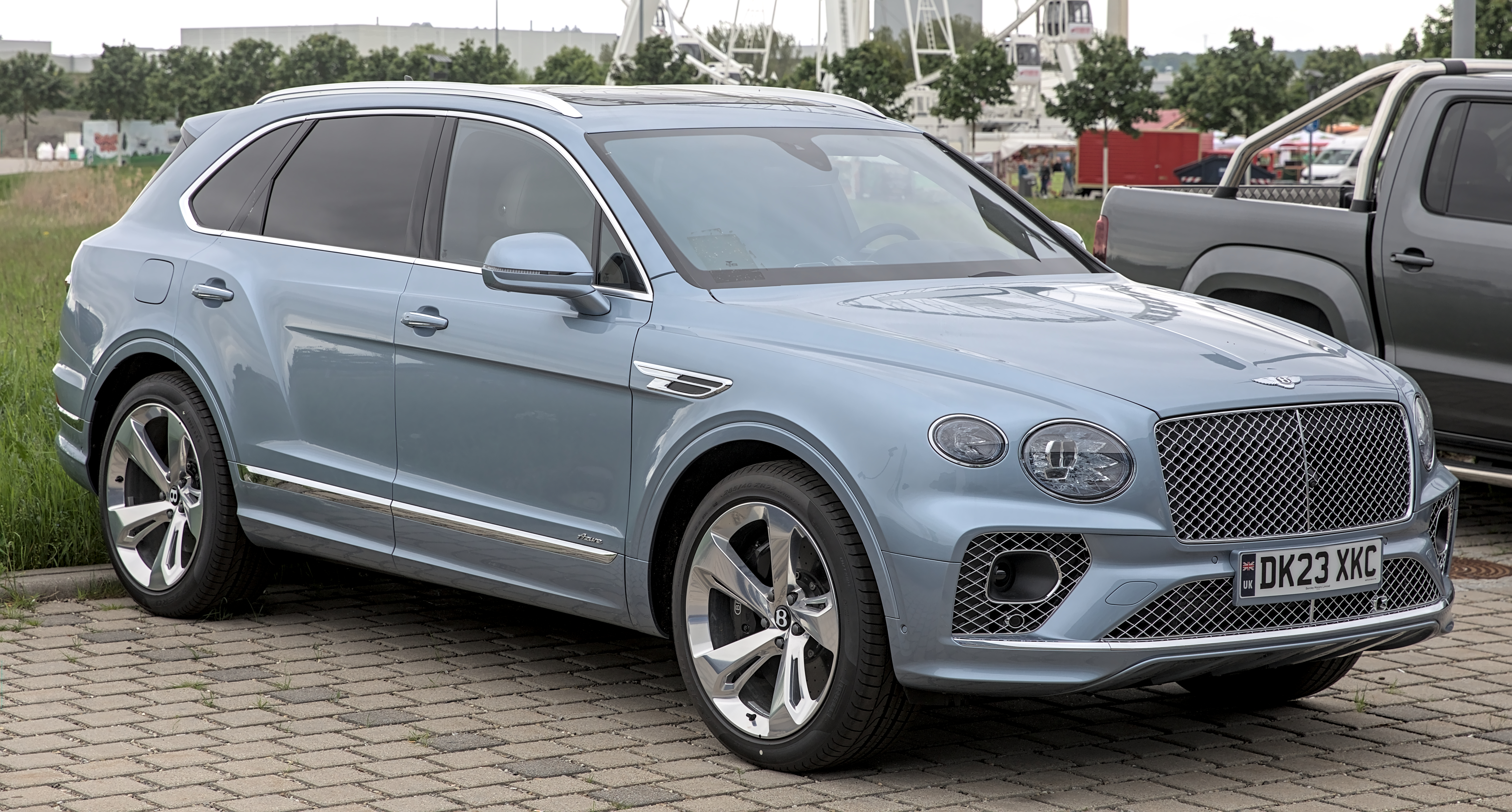
Bentley Bentayga

- 1921-1929 : Bentley 3 Litre (2996 cm3)
- 1926-1930 : Bentley 6½ Litre (6597 cm3)
- 1927-1931 : Bentley 4½ Litre (4398 cm3)
- 1930-1931 : Bentley 8 Litre (7982 cm3)
- 1931-1934 : Bentley 4 Litre (3915 cm3)
- 1933-1936 : Bentley 3½ Litre (3669 cm3)
- 1936-1939 : Bentley 4¼ Litre (4257 cm3)
- 1939-1941 : Bentley Mark V (4257 cm3)
- 1946-1952 : Bentley Mark VI (4257, 4566 cm3)
- 1952 : Bentley Continental Mark VI (4566 cm3)
- 1952-1955 : Bentley R Type et R Continental Modèle:(unité)
- 1955-1966 : Bentley S Type  et S Continental
  - 1955-1959 : S1 (4887 cm3)
  - 1959-1962 : S2 (V8 6230 cm3)
  - 1962-1965 : S3 (en) (V8 6230 cm3)
- 1957-1966 : Bentley S Continental Flying Spur (V8 6230 cm3)
- 1965-1980 : Bentley T (V8 6230, 6750 cm3)
- 1971-1984 : Bentley Corniche (V8 6750 cm3)
- 1980-1987 : Bentley Mulsanne - Mulsanne Turbo (V8 6750 cm3)
- 1984-1992 : Bentley Eight (V8 6750 cm3)
- 1984-1995 : Bentley Continental (V8 6750 cm3)
- 1985-1985 : Bentley Camargue (V8 6750 cm3)
- 1985-1995 : Bentley Turbo R (V8 6750 cm3)
- 1987-1992 : Bentley Mulsanne S (V8 6750 cm3)
- 1991-2003 : Bentley Continental R-S-T-SC + Mulliner (V8 6750 cm3)
- 1992-1997 : Bentley Brooklands (V8 6750 cm3)
- 1994-1995 : Bentley Turbo S (V8 6750 cm3)
- 1995-2003 : Bentley Azure (V8 6750 cm3)
- 1995-1997 : Bentley Turbo R Sport (V8 6750 cm3)
- 1997-1998 : Bentley Turbo RT (V8 6750 cm3)
- 1998-2000 : Bentley Arnage (V8 4398 cm3)
- 1999-2002 : Bentley Arnage Red Label (V8 6750 cm3)
- 2001-2010 : Bentley Arnage R-T-RL (V8 6750 cm3)
- 2002-2002 : Bentley State Limousine (V8 6750 cm3)
- 2001-2003 : Bentley Speed 8 (V8 3993 cm3)
- 2003-2017 : Bentley Continental GT (V8 3993 cm3, W12 5998 cm3)
- 2003-2017 : Bentley Continental GTC (V8 3993 cm3, W12 5998 cm3)
- 2005-2012 : Bentley Continental Flying Spur (W12 5998 cm3)
- 2006-2010 : Bentley Azure (V8 6750 cm3)
- 2008-2011 : Bentley Brooklands (V8 6750 cm3)
- 2010-2020 : Bentley Mulsanne (V8 6750 cm3)
- 2013-2019 : Bentley Flying Spur (V8 3993 cm3, W12 5998 cm3)
- 2016- : Bentley Bentayga (V8 (diesel) 3996 cm3, V8 4806 cm3, W12 5998 cm3)
- 2018-2024 : Bentley Continental GT II
- 2019-2024 : Bentley Flying Spur II
- 2020- : Bentley Bacalar
- 2022- : Bentley Batur
- 2024- : Bentley Continental GT III
- 2024- : Bentley Flying Spur III

### Concept-cars
- Bentley Hunaudières (1999)
- Bentley EXP 9 F (2012)
- Bentley EXP 10 Speed 6 (2015)
- Bentley EXP 100 GT (2019)